# Paule Amblard
 (juin 2025).
Si vous disposez d'ouvrages ou d'articles de référence ou si vous connaissez des sites web de qualité traitant du thème abordé ici, merci de compléter l'article en donnant les références utiles à sa vérifiabilité et en les liant à la section « Notes et références ».
Pour les articles homonymes, voir Amblard.
Paule Amblard, est historienne de l'art, spécialisée dans l'iconographie du Moyen Âge et la symbolique chrétienne, elle est l’auteure de nombreux ouvrages et collabore à diverses revues.

## Biographie
Née le 18 octobre 1963 à Neuilly-sur-Seine. Écrivaine et historienne de l’art, elle a enseigné pendant plusieurs années, à l'École cathédrale de Paris, spécialisée dans l’enseignement de la pensée chrétienne. Elle poursuit cette activité d’enseignement lors de ses nombreuses conférences.
Paule Amblard  collabore à l'écriture et à la réalisation de productions sur des thèmes bibliques et la vie des saints destinés aux enfants, à travers des livres audio et des dessins animés.
Depuis plus de quinze ans, elle écrit également des articles dans nombre de revues et journaux Le Monde des religions, Le Monde de la Bible, Témoignage chrétien et Magnificat.
A fondé Enteleki avec son mari Marc Amblard, maison d’éditions spécialisée dans les histoires pour enfants destinées à transmettre une culture biblique et spirituelle.

## Publications (sélection)
Paule Amblard est l’auteur de nombreux ouvrages sur l’art médiéval, elle a consacré plusieurs ouvrages à la symbolique chrétienne : 
- Paule Amblard (commentaires) Les Triomphes de Pétrarque illustrés par le vitrail de l’Aube au XVIe siècle, Éditions Diane de Selliers, 2018. Sa contribution permet d’explorer l’univers symbolique de la baie d’Ervy-le-Châtel comme un chemin d’évolution.
- Paule Amblard (commentaires) (préf. Paule Amblard, Le chemin de l'Apocalypse), L'Apocalypse [de] saint Jean illustrée par la tapisserie d'Angers, Paris, Éditions Diane de Selliers, 2017, 405 p. (ISBN 978-2364370784)
  - D'après, Jean [de Patmos] (trad. du grec ancien par École biblique et archéologique française de Jérusalem, Attribué à un dénommé Jean qui n'est probablement pas l'apôtre), Bible. N. T.. Apocalypse [« 'Apokálypsis toû 'Iōánnou toû Theológou »] [« Bible. Nouveau Testament. Apocalypse »] (Dernier livre du Nouveau Testament, rédigé vers 96, livre deutérocanonique, c'est-à-dire admis dans le canon des Écritures par le Concile de Trente (1566)), Jérusalem, 2010.

### Bandes dessinées
- Saint François d'Assise : raconté par Téo, Artège Jeunesse, 2016, 64 p., livre et CD audio (dès 5 ans) (ISBN 979-1094998175).
- Saint Paul : raconté par Téo, Artège Jeunesse, 2016, 64 p., livre et CD audio (dès 5 ans) (ISBN 979-1094998274).